# Bizén Fuster
Bizén Fuster Santaliestra (Naval, Huesca, 4 de diciembre de 1959) es un político aragonés.

## Biografía
Licenciado en Geografía e Historia, Diplomado en Ciencias Políticas y Máster en Gestión Medioambiental; profesionalmente, es funcionario con plaza como Secretario-Interventor de Ayuntamiento. Fue uno de los fundadores en 1986 de Chunta Aragonesista (CHA), de la que ha sido vicepresidente de 1988 a 1995 y presidente desde 1995 hasta 2008, permaneciendo en el Consello Nazional, donde ha ejercido como Secretario de Infraestructuras y Urbanismo hasta 2012 y, como Secretario Territorial de Zaragoza, de 2012 a 2016.
Fue diputado por la provincia de Huesca en las Cortes de Aragón de 1999 a 2011, (elecciones a Cortes de Aragón de 1999, 2003 y 2007) y presidente del grupo parlamentario de Chunta Aragonesista. También fue Secretario Primero de las Cortes de Aragón de 1999 a 2003. Fue cabeza de lista por Zaragoza en las elecciones generales de 2000, 2004 y 2008, junto a José Antonio Labordeta.
Desde junio de 2011 es portavoz de Chunta Aragonesista en la Diputación Provincial de Zaragoza, donde además es Diputado Delegado de Archivos y Bibliotecas desde 2011; y desde 2015, Delegado de Turismo. Igualmente desde junio de 2011 es portavoz de CHA en el Ayuntamiento de Cuarte de Huerva.
Su actividad sociocultural ha consistido en la participación en varias instituciones, como el Centro de Estudios del Somontano, el Consello d'a Fabla Aragonesa, el Instituto Aragonés de Antropología y el Rolde de Estudios Aragoneses. También es patrono de la Fundación Gaspar Torrente, de la que fue Vicepresidente y  de la [ Fundación Transpirenaica- Travesía Central del Pirineo ]Es miembro del Consejo de Turismo de Aragón.
En agosto de 2019, fue nombrado director general de Carreteras del Gobierno de Aragón.